# Peugeot Typ 153

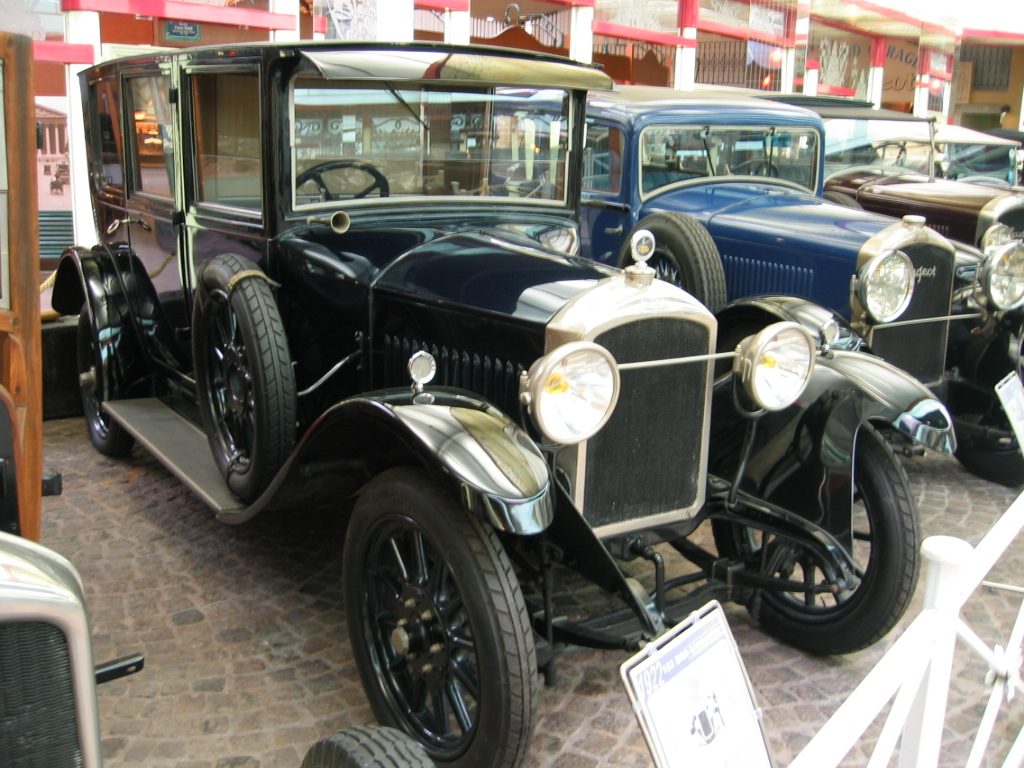
Peugeot Typ 153 im Peugeot-Museum Sochaux

Der Peugeot Typ 153 ist ein Automodell des französischen Automobilherstellers Peugeot, von dem von 1913 bis 1924 im Werk Audincourt 4662 Exemplare produziert wurden.
Die Fahrzeuge besaßen einen Vierzylinder-Viertaktmotor, der vorne angeordnet war und über Kardan die Hinterräder antrieb.
Die Fahrzeuglänge beim BRA betrug 4240 mm, beim CA waren es 4237 mm. Der Vierzylindermotor mit 2952 cm³ hatte eine Bohrung von 85 mm bei einem Hub von 130 mm.
| Modell  | Baujahre  | Hubraum  | Radstand | Spurbreite | Karosserieform                                   | Exemplare |
| ------- | --------- | -------- | -------- | ---------- | ------------------------------------------------ | --------- |
| 153     | 1913–1916 | 2614 cm³ | 307,5 cm | 135 cm     | Torpedo                                          | 800       |
| 153 A   | 1915–1916 | 2614 cm³ | 307,5 cm | 135 cm     | Torpedo Colonial                                 | 556       |
| 153 B   | 1920–1922 | 2746 cm³ | 309 cm   | 138 cm     | Torpedo, Coupé-Limousine, Innenlenker            | 1325      |
| 153 BR  | 1923      | 2951 cm³ | 309 cm   | 138 cm     | Torpedo, Coupé-Limousine, Innenlenker            | 276       |
| 153 BRA | 1921–1925 | 2951 cm³ | 319 cm   | 138 cm     | Torpedo, Coupé-Limousine, Cabriolet, Innenlenker | 1305      |
| 153 BRS | 1921–1923 | 2951 cm³ | 309 cm   | 138 cm     | Torpedo Spezial, Sportwagen                      | 200       |
| 153 C   | 1921–1923 | 2951 cm³ | 309 cm   | 138 cm     | Torpedo                                          | 50        |
| 153 CA  | 1922–1924 | 2951 cm³ | 319 cm   | 138 cm     | Torpedo Colonial                                 | 150       |

## Militärfahrzeug und Einsatz als Radpanzer
Bei Ausbruch des Ersten Weltkrieges erhielten mindestens zwei Peugeot 153 eine Karosserie mit seitlichem Panzerschutz, nach oben blieb das Auto offen. Im rückwärtigen Teil wurde ein MG St. Étienne M1907 auf Pivot montiert, das über den oberen Rand der Panzerung feuern konnte. Während des Feuerkampfes war der MG-Schütze also nur teilweise gedeckt. Das Fahrzeug dürfte sich im Einsatz nicht bewährt haben: Im Gegensatz zum Autoblindé Peugeot 146 war der 2,6-Liter-Motor des Peugeot 153 zu schwach, um dem mit Panzerung doch rund eine Tonne schwereren Fahrzeug eine brauchbare Geschwindigkeit zu ermöglichen, hinzu kam die fehlende Deckung für die MG-Bedienung. Indessen setzte schon bald der Stellungskrieg ein, und spätestens ab Anfang November 1914 gab es im granatzerwühlten Trichtergelände für derartige Fahrzeuge keine Verwendung mehr.